# William McLean Hamilton
William McLean Hamilton PC OC (* 23. Februar 1919 in Montreal, Québec; † 7. Juni 1989) war ein kanadischer Politiker der Progressiv-konservativen Partei (PC), der fast neun Jahre lang Mitglied des Unterhauses sowie zwischen 1957 und 1962 Postminister im 18. kanadischen Kabinett von Premierminister John Diefenbaker war.

## Leben
Hamilton war der Sohn von Ernest Hamilton, der an den Olympischen Sommerspielen 1908 in London teilnahm und mit der Mannschaft die Goldmedaille bei den Lacrosse-Wettbewerben gewann, die zum zweiten und letzten Mal durchgeführt wurden. Er selbst absolvierte nach dem Besuch der Montreal High School ein Studium der Betriebswirtschaftslehre an der dortigen Sir George Williams University und schloss dieses mit einem Bachelor of Science (B.Sc.) ab. Danach war er als Wirtschaftsmanager tätig.
Seine politische Laufbahn begann er in der Kommunalpolitik, als er für die Progressiv-konservative Partei 1950 zum Mitglied des Stadtrates von Montreal gewählt wurde und diesem bis 1957 angehörte. Bei der Wahl vom 8. Oktober 1953 wurde Hamilton zum ersten Mal zum Abgeordneten in das Unterhaus gewählt und vertrat in diesem bis zu seiner Niederlage bei der Unterhauswahl am 18. Juni 1962 fast neun Jahre lang den Wahlkreis Notre-Dame-de-Grâce. Am 21. Juni 1957 wurde Hamilton von Premierminister John Diefenbaker in das 18. kanadische Kabinett berufen und war dort bis zum 12. Juli 1962 Postminister.
Nach seinem Ausscheiden aus der Regierung und dem Unterhaus war er wieder als Manager tätig und wurde später Chief Executive Officer des Arbeitgeberrates der Provinz British Columbia. Für seine dortigen Verdienste um die Beziehungen zwischen Arbeitgebern und Arbeitnehmern, seine Leistungen zur Förderung der Wirtschaft in Vancouver sowie sein Engagement für öffentliche Einrichtungen wurde er am 4. Juli 1978 zum Officer des Order of Canada ernannt.